# Sons of the Silent Age
Sons of the Silent Age è un brano musicale composto e registrato dal cantautore britannico David Bowie e facente parte del suo album "Heroes" del 1977.

## Il brano
Secondo quanto riportato da Brian Eno, il pezzo fu l'unica canzone composta prima dell'inizio delle sessioni di registrazione in studio, mentre tutte le altre tracce dell'album furono il risultato di improvvisazioni e sperimentazioni eseguite all'Hansa by the Wall. Bowie stesso indicò che Sons of the Silent Age in un primo momento era stata presa in considerazione come title track del disco, al posto di "Heroes".
La canzone accosta gelide atmosfere sintetiche a un ritornello accattivante. Il testo è stato interpretato come una rivisitazione in terza persona delle tematiche della misantropia patologica esplorate da Bowie nel suo precedente album Low («Pacing their rooms just like a cell’s dimensions»), e un riferimento ai personaggi di una sua canzone del 1970, The Supermen («They never die they just go to sleep one day»), inclusa nell'album The Man Who Sold the World. Lo scrittore Nicholas Pegg ha suggerito che il verso: «Platforms, blank looks, no books» ("piattaforme, sguardi vuoti, niente libri") possa essere un'allusione al regime nazista.

## Esecuzioni dal vivo
Bowie eseguì dal vivo in concerto la canzone durante il Glass Spider Tour del 1987. In questa versione della canzone, il ritornello è cantato dal chitarrista Peter Frampton.

## Cover
- Philip Glass – Symphony No. 4 Heroes (1996)
- Danny Michel – Loving the Alien: Danny Michel Sings the Songs of David Bowie (2004)